# Cheilophyllum micranthum
Cheilophyllum micranthum är en flenörtsväxtart som beskrevs av Ignatz Urban. Cheilophyllum micranthum ingår i släktet Cheilophyllum och familjen flenörtsväxter. Inga underarter finns listade i Catalogue of Life.